# Síntesis de Auwers
La Síntesis de Auwers  es un método de síntesis orgánica en el que se obtiene un flavonol a partir de una 2,3-dihidro-3-benzofuranona. Esta reacción fue reportada por Karl von Auwers en 1908.

## Mecanismos
El primer paso de este procedimiento es una condensación aldólica catalizada por ácido entre el benzaldehído y el derivado de la 1-benzofuran-3(2H)-ona, para dar la chalcona correspondiente. La bromación del alqueno de la chalcona procede con la posterior transposición del bromuro vecinal al flavonol en presencia de KOH.

## Mecanismo
El posible mecanismo de la reacción se muestra a continuación: